# Înarmat și foarte periculos
Înarmat și foarte periculos (titlul original: în rusă Вооружён и очень опасен, transliterat: Voorujion i ocen opasen,  Vooruzhyon i ochen opasen) este un film western sovietic din 1978 regizat de  Vladimir Vainștok. Este bazat pe romanul Gabriel Conroy și povestirile lui Bret Harte.

## Rezumat
Evenimentele au loc la sfârșitul secolului al XIX-lea în Vestul Sălbatic din America. Gabriel Conroy este un prospector. După ce a găsit petrol pe pământul său, el cunoaște fericirea și dezamăgirea, pericolul și disperarea.

## Distribuție
- Donatas Banionis – Gabriel Conroy, un prospector (dublat de Alexander Demyanenko ). [2]
- Mircea Veroiu – Jack Gemlin, jucător de cărți profesionist (dublat de Anatoly Kuznetsov )
- Liudmila Sencina – Julie Prudhomme, cântăreața de cabaret
- Maria Ploae – Dolores Damphy (dublat deValentina Talyzina )
- Leonid Bronevoy – Peter Damphy, antreprenor
- Lev Durov – Lucky Charlie
- Vsevolod Abdulov – Henry York, un tânăr jurnalist
- Ferenc Bence – Harry, trăgătorul (dublat de Nikolai Grabbe)
- Yan Shanilets – Julian Barreto
- Algimantas Masiulis – Starbottle (dublat de Iuri Sarantsev )
- Gregory Lampe – vânzător de secrete
- Serghei Martinson – domnul Trott
- Oleg Zhakov – judecătorul Flemming
- Talgat Nigmatulin – Joyce

## Coloana sonoră
Vladimir Vîsoțki a scris șapte texte pentru film, dintre care trei au fost puse pe muzică de compozitorul Firtich și interpretate de Lyudmila Senchina.

## Lansare
A fost lansat în anul 1978 și a avut parte de un mare succes comercial, fiind vizionat de 39,2 milioane de spectatori în cinematografele din Uniunea Sovietică.